# فرنتس هورنیاک
فرنتس هورنیاک (مجاری: Ferenc Hornyák؛ زادهٔ ۲۵ ژوئیهٔ ۱۹۵۷) وزنه‌بردار اهل مجارستان بود.